# Ratiba Aït Chafaa
 (avril 2023).
La mise en forme du texte ne suit pas les recommandations de Wikipédia : il faut le « wikifier ».
Les points d'amélioration suivants sont les cas les plus fréquents. Le détail des points à revoir est peut-être précisé sur la page de discussion.
- Les titres sont pré-formatés par le logiciel. Ils ne sont ni en capitales, ni en gras.
- Le texte ne doit pas être écrit en capitales (les noms de famille non plus), ni en gras, ni en italique, ni en « petit »…
- Le gras n'est utilisé que pour surligner le titre de l'article dans l'introduction, une seule fois.
- L'italique est rarement utilisé : mots en langue étrangère, titres d'œuvres, noms de bateaux, etc.
- Les citations ne sont pas en italique mais en corps de texte normal. Elles sont entourées par des guillemets français : « et ».
- Les listes à puces sont à éviter, des paragraphes rédigés étant largement préférés. Les tableaux sont à réserver à la présentation de données structurées (résultats, etc.).
- Les appels de note de bas de page (petits chiffres en exposant, introduits par l'outil «  Source ») sont à placer entre la fin de phrase et le point final[comme ça].
- Les liens internes (vers d'autres articles de Wikipédia) sont à choisir avec parcimonie. Créez des liens vers des articles approfondissant le sujet. Les termes génériques sans rapport avec le sujet sont à éviter, ainsi que les répétitions de liens vers un même terme.
- Les liens externes sont à placer uniquement dans une section « Liens externes », à la fin de l'article. Ces liens sont à choisir avec parcimonie suivant les règles définies. Si un lien sert de source à l'article, son insertion dans le texte est à faire par les notes de bas de page.
- La présentation des références doit suivre les conventions bibliographiques. Il est recommandé d'utiliser les modèles {{Ouvrage}}, {{Chapitre}}, {{Article}}, {{Lien web}} et/ou {{Bibliographie}}. Le mode d'édition visuel peut mettre en forme automatiquement les références.
- Insérer une infobox (cadre d'informations à droite) n'est pas obligatoire pour parachever la mise en page.

Pour une aide détaillée, merci de consulter Aide:Wikification.
Si vous pensez que ces points ont été résolus, vous pouvez retirer ce bandeau et améliorer la mise en forme d'un autre article.
Ratiba Aït Chafaa, également connue sous le nom de Biba Aïtchafaa, née le 4 novembre 1964 à Alger-Centre (Algérie), est une artiste plasticienne et professeure de français, d'histoire de l'art et d'arts visuels algérienne, également enseignante au niveau primaire et au collège en Algérie.

## Biographie

### Enfance et formation
Ratiba Medjkoune est née le 4 novembre 1964[réf. nécessaire]. Dans le cadre de sa carrière, elle utilise le pseudonyme de Biba Aïtchafaa.

### Carrière artistique
En juillet 2011, elle prend part à une exposition collective sur le thème « Le Temps d'Algérie ».
En mai 2017, elle réalise une installation artistique intitulée « Nuit de Lumière » au Bastion 23 et a également coordonné une exposition dans le même lieu intitulée « Design moi un jardin ».
En mai 2018, elle présente une exposition individuelle intitulée « Octoplastie » à la galerie d'art Espaco.
En avril 2023, la galerie In7art présente une exposition individuelle de Biba Aitchafaa, inaugurée à Alger et intitulée « Fleur de Vie », qui met en avant ses dernières créations,,,.
En février 2025, elle prend part à une exposition collective d'œuvres d'artistes en situation de handicap au palais de la culture Moufdi Zakaria, à Kouba. 

## Voir Aussi